# Manuel Musto
Manuel Musto (Rosario, Argentina, 16 de septiembre de 1893 - 12 de septiembre de 1940) fue un pintor impresionista argentino.

## Biografía
Inició sus estudios en la Academia "Fomento de Bellas Artes" de Ferrucio Pagni. En 1914 viajó a Florencia, Italia, acompañado por Augusto Schiavoni, otro pintor rosarino. Regresó en 1916 a Rosario debido a la muerte de su padre. En total realizó dos viajes a Italia para estudiar.
Fue un pintor y su estilo se relaciona con el impresionismo, con luminosas y coloridas imágenes de su entorno: huertos, retratos, flores y naturalezas muertas.
Gran parte de su trabajo se encuentra, por expreso deseo del autor, en el Museo de Bellas Artes de Rosario. Otras doce obras se hallan repartidas por distintos museos argentinos. Donó su casa-taller a la ciudad de Rosario, donde hoy desarrolla su actividad la Escuela Municipal de Artes Plásticas Manuel Musto.